# Antonin-Fernand Drapier
Antonin-Fernand Drapier (ur. 28 kwietnia 1891 w Creuë-en-Woëvre, zm. 30 lipca 1967) – francuski duchowny rzymskokatolicki, dominikanin, arcybiskup tytularny, dyplomata papieski.

## Życiorys
24 kwietnia 1924 z rąk biskupa Amiens Charles’a-Alberta-Josepha Lecomte’a otrzymał święcenia prezbiteriatu i został kapłanem Zakonu Braci Kaznodziejów.
7 października 1929 papież Pius XI mianował go delegatem apostolskim w Mezopotamii, Kurdystanie i Armenii Mniejszej oraz arcybiskupem tytularnym neocaesarejskim. 22 grudnia 1929 przyjął sakrę biskupią z rąk chaldejskiego biskupa Al-Amadijji François Daouda. Współkonsekratorami byli syryjski arcybiskup Mosulu Athanase Cyrille Georges Dallal oraz ormiański arcybiskup Mardinu Jacques Nessimian.
28 listopada 1936 przeniesiony na stanowisko delegata apostolskiego w Indochinach. Zrezygnował z tego urzędu w 1950. Nie brał udziału w soborze watykańskim II.